# کوین کنراد (بازیکن فوتبال)
کوین کنراد (انگلیسی: Kevin Conrad؛ زادهٔ ۱۰ اوت ۱۹۹۰) بازیکن فوتبال اهل آلمان است.
از باشگاه‌هایی که در آن بازی کرده‌است می‌توان به باشگاه فوتبال هوفنهایم و باشگاه فوتبال کمنیتس اشاره کرد.